# Astronomica (Manili)
L'Astronomica (llatí clàssic: [astrɔˈnɔmɪka]), també coneguda com a Astronomicó, és un poema didàctic llatí sobre els fenòmens celestes, escrit en hexàmetres i dividit en cinc llibres. L'Astronomica fou escrita cap a l'any 30-40 per un poeta romà que probablement es deia Marc Manili, del qual se sap poc. Tot i que hi ha proves que l'Astronomica la degueren llegir molts escriptors romans, cap obra conservada ho cita explícitament.(1)
Aquesta és la primera obra extensa sobre astrologia, és entenedora i està gairebé intacta. Descriu els fenòmens celestes i, en particular, el zodíac i l'astrologia. El poema —que sembla inspirat en el poema epicuri De rerum natura, de Lucreci— exposa una concepció estoica i determinista d'un univers supervisat per un déu racional. El cinqué llibre conté una llacuna, i això ha originat un debat sobre l'extensió del poema; alguns argumenten que se n'han perdut llibres sencers al llarg dels anys, mentre que altres creuen que sols en manca una petita secció.(1)
El poema, el va redescobrir cap al 1416-1417 l'humanista i erudit italià Poggio Bracciolini, que en manà fer una còpia de la qual deriva el text modern. Després del seu redescobriment, l'Astronomica fou llegida, comentada i editada per alguns estudiosos. No va arribar a ser, però, tan popular com altres poemes llatins clàssics i fou oblidada durant segles. Aquesta situació comença a canviar a la primeria del segle xx, quan, entre el 1903 i 1930, el classicista A. E. Housman publica una edició del poema en cinc llibres, aclamada per la crítica. A l'obra de Housman li va seguir la lloada traducció a l'anglés del latinista G. P. Goold, del 1977. En l'actualitat, els estudiosos la consideren molt tècnica, complicada i, a voltes, contradictòria. Alhora, molts han lloat la capacitat de Manili per a traduir a poesia conceptes astronòmics molt tècnics i complexos càlculs matemàtics.(1)

## Autoria i data
Atés que cap font romana contemporània n'esmenta el nom, la identitat exacta de l'autor d'Astronomica és una incògnita, però és probable que en fos Marc Manili. Aquesta incertesa ha fet que, al llarg dels anys, es confonga Marc Manili amb Manili Antíoc (fl. c. 100 abans de la nostra era, esmentat per Plini el Vell en Naturalis Historia; Flaó Manli Teodor (c. 376-409, cònsol el 399) i Boeci (senador romà del segle vi, autor de De consolatione philosophiae, el nom complet del qual era Anici Manli Severí Boeci). Tot i que el poema suggereix que l'escriptor era ciutadà i resident a Roma, alguns han sostingut que Manili no era pas romà; segons Katharina Volk, llatinista especialitzada en Manili, aquesta creença se sol basar en «la llatinitat suposadament inferior del poeta» o «el desig de veure Manili com a membre del medi intel·lectual grec de Roma». El classicista del segle XIX Fridericus Jacobs i l'historiador dels segle xix i XX Paul Monceaux han argumentat que era africà, basant-se sobretot en el seu estil d'escriptura, que diuen que s'assembla al dels autors africans. Volk rebat aquesta opinió, i pensa que Manili escriu «des d'una perspectiva romana convencional» i «recorre a la història romana per a il·lustrar els fets astrològics que discuteix».
S'ha debatut la data de l'obra. L'únic esdeveniment històric al qual hi ha una clara referència és la batalla del bosc de Teutoburg —una pèrdua decisiva per a Roma, que l'obligà a retirar-se de Germania Magna— l'any 9. En considerar la data del poema, els estudiosos proposen tres hipòtesis: que s'ha escrit completament sota August —que governà des del 27 abans de la nostra era fins al 14—, sota els regnats d'August i Tiberi —que va governar des del 14 al 37—, o completament sota Tiberi. La primera conjectura s'ha recolzat sobretot des del Renaixement fins al segle xix, quan Karl Lachmann va argumentar que les referències a l'emperador en el poema tenien més sentit si es referien a Tiberi. A la primeria del segle xx, alguns acadèmics com A. E. Housman es decantaren pel fet que els dos primers llibres foren escrits sota August, els dos darrers sota Tiberi, i que el tercer era «indatable». Aquest debat no ha estat resolt, tot i que Volk ha argumentat que el poema hauria de datar-se del c. 10-20.

## Contingut

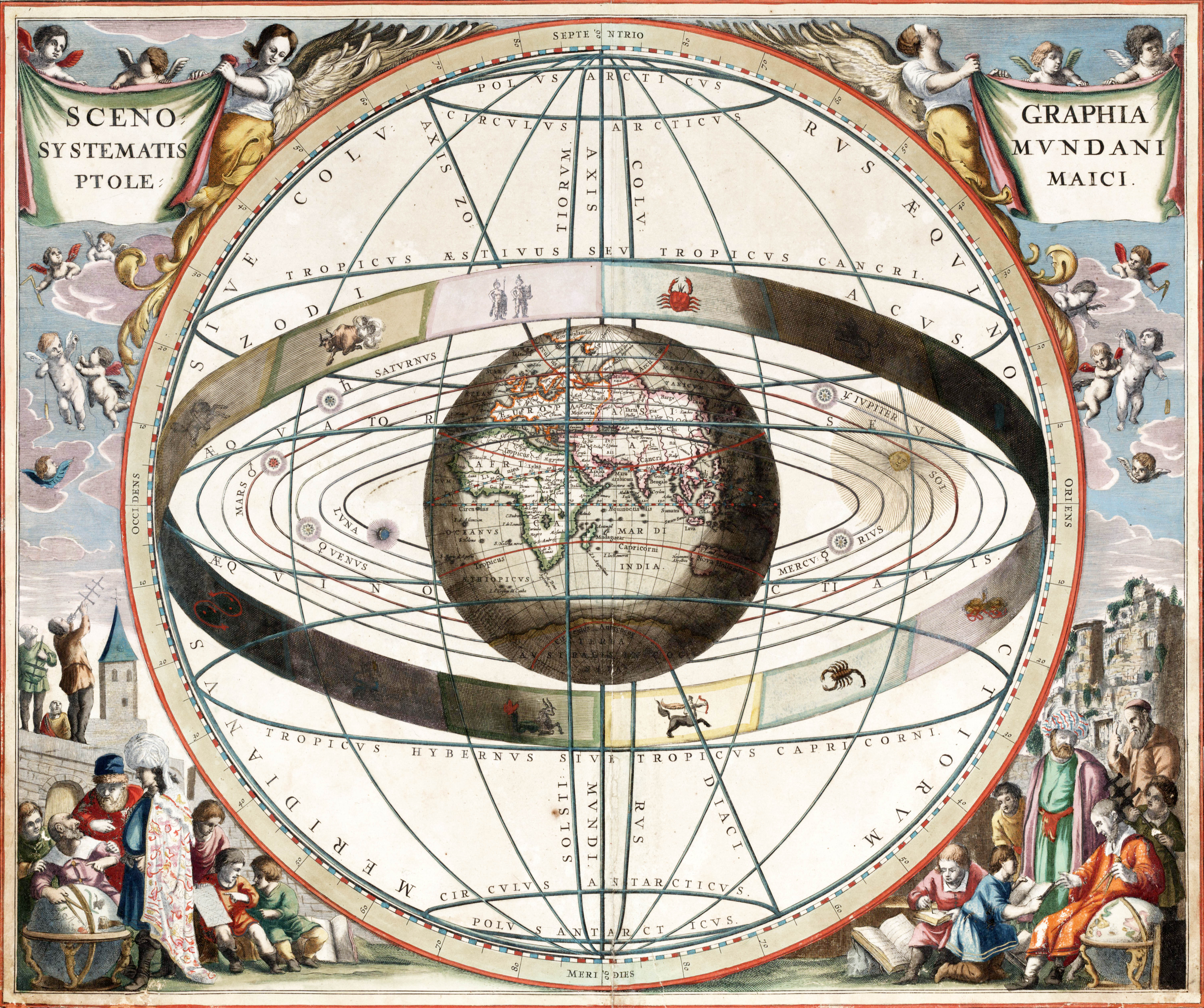
Carta de l'univers del segle XVII, amb els signes del zodíac i la Terra al centre. L'univers, tal com el descriu Manili, està format per dues esferes: una de sòlida (la Terra) i una altra de buida (el firmament), que s'assembla a aquesta representació del en Harmonia Macrocosmica d'Andreas Cellarius

D'acord amb Volk, l'Astronomica de Manili és la primera obra sobre astrologia extensa, comprensible i preservada en la major part. Volk va escriure que, dedicar el poema als fenòmens estel·lars és «indicatiu de la gran fascinació... que exercien els astres sobre els romans de l'època de Manili».

### Resum
L'Astronomica, escrita en hexàmetres, s'obri amb Manili dient que és el «primer a cantar l'astrologia», i que el déu Mercuri fou qui el va fer interessar-se pels cossos celestes.
En el primer llibre fa una reflexió sobre l'origen de l'univers, i sospesa les teories de Xenòfanes de Colofó, Hesíode, Leucip, Heràclit, Tales de Milet i Empèdocles abans d'argumentar que l'univers fou creat partint dels quatre elements i està regit per un esperit diví. Segons Manili, l'univers es compon de dues esferes: una -la Terra- és sòlida, i l'altra -la de les estreles, sovint dita firmament- és buida. Les constel·lacions estan fixes al firmament; la Terra és immòbil i el firmament gira al seu entorn, i això explica el moviment dels estels. Els planetes, la Lluna i el Sol també giren al voltant de la Terra en l'ampli espai que hi ha entre la seua superfície i la vorada del firmament. Com que la Terra és al mig de l'univers, és equidistant del firmament i no està pas obligada a «caure» en cap direcció concreta. D'acord amb Manili, l'univers està governat per un déu (conspirat deus) que es regeix per la raó (ratione gubernat). Manili parla tot seguit de les constel·lacions i els estels, i de les esferes celestes. En aquest apartat, el poeta dedica un temps llarg a la contemplació de la Via Làctia, i després d'explorar hipòtesis sobre la seua existència, afirma que és probablement l'estatge celeste dels herois morts. El primer llibre acaba amb una exploració dels cometes, que Manili veu com a presagis de calamitats o grans catàstrofes.

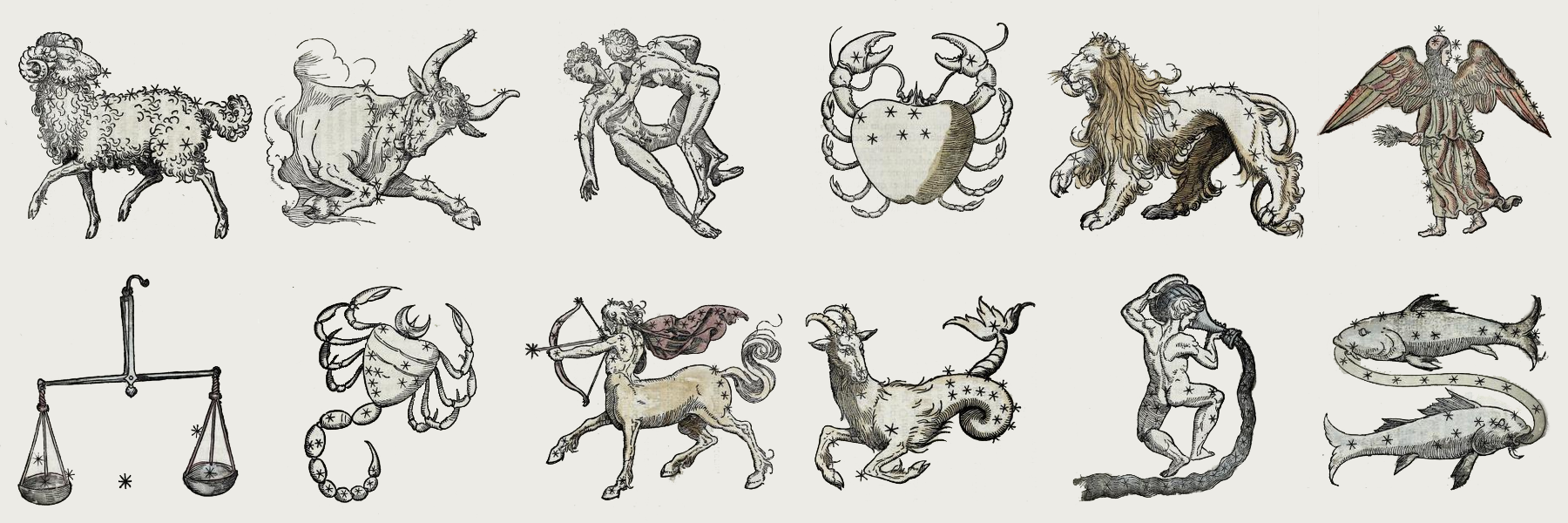
El llibre tres tracta dels signes del zodíac, que es representen en aquest manuscrit del

Els llibres segon i tercer tracten sobretot dels detalls més subtils del zodíac. El segon s'obri amb un prefaci en què Manili presenta una breu història de la poesia en hexàmetres, i en destaca Homer i Hesíode. El propòsit, diu Volk, n'és remarcar la singularitat del seu poema en comparança amb altres. Segons Manili, «tots els camins que duen a l'Helicó han estat recorreguts» (omnis ad accessus Heliconos semita trita est; tots els altres temes han estat coberts) i ha de trobar «prats i aigua intactes» (integra ... prata ... undamque) per a la seua poesia: l'astrologia. Manili conclou el prefaci dient «que el cosmos diví es revela voluntàriament tant a la humanitat com al poeta en particular», i que ell es distingeix de la multitud perquè la seua missió poètica ha estat sancionada pel destí. El poeta comença l'explicació del primer cercle astrològic significatiu: el zodíac: «una banda imaginada en l'esfera de les estreles fixes amb un angle de 23,5 graus respecte l'equador celeste, que forma el teló de fons de les òrbites dels set planetes al voltant de la Terra». Considera primer els signes del zodíac —a saber, Àries, Taure, Bessons, Càncer, Lleó, Verge, Lliura, Escorpió, Sagitari, Capricorn, Aquari i Peixos—, abans de parlar dels aspectes i les relacions entre els signes i altres objectes. En aquesta secció, el poeta parla breument dels signes del zodíac, dels déus de l'Olimp que els fan de protectors i de la relació entre els signes i les parts del cos humà. Tot seguit, l'Astronomica considera la dodecatemoria, abans de començar a discutir el mètode didàctic. El llibre conclou amb una consideració del segon cercle astrològicament significatiu, el del cercle fix de l'observador: el «cercle imaginat al voltant de l'observador, definit pels quatre punts cardinals, a través del qual giren el zodíac i els planetes». Les darreres línies tracten d'una visió general del dodecatrops: «(sistema de) dotze unitats: la divisió del cercle fix de l'observador en dotze llocs [és a dir, casa ... cadascuna de les quals regeix un aspecte particular de la vida».
El tercer llibre -que se centra a «determinar el grau de l'eclíptica que s'eleva sobre l'horitzó en el moment» del naixement d'una persona- s'obri amb la repetició per part de Manili que la seua obra és original. Com que el seu tema és complex, el poeta diu al públic que pot «esperar-hi la veritat, però no la bellesa». Tot seguit, parla del tercer cercle d'importància astrològica, les parts o lots, que són punts de la carta astral, que tenen un significat especial. Els versos següents expliquen com calcular-ne l'ascendent, l'horòscop, i els cronocradors; i com determinar la durada de la vida. El tercer llibre conclou amb una discussió sobre els signes tròpics, que, malgrat que no és especialment pertinent per al contingut astrològic de l'obra, permet a Manili acabar-la amb una «nota poètica». La majoria d'estudiosos consideren que el tercer llibre és molt tècnic; segons Goold «és el menys poètic dels cinc, i exemplifica en la major part l'habilitat de Manili per a representar números i càlculs aritmètics en hexàmetres». Green n'expressa una opinió semblant, però menys favorable, en escriure que en aquest llibre «la disjuntiva entre la instrucció i el mitjà es percep de manera més evident [perquè] els complexos càlculs matemàtics es limiten a l'hexàmetre i s'oculten en la perífrasi poètica».

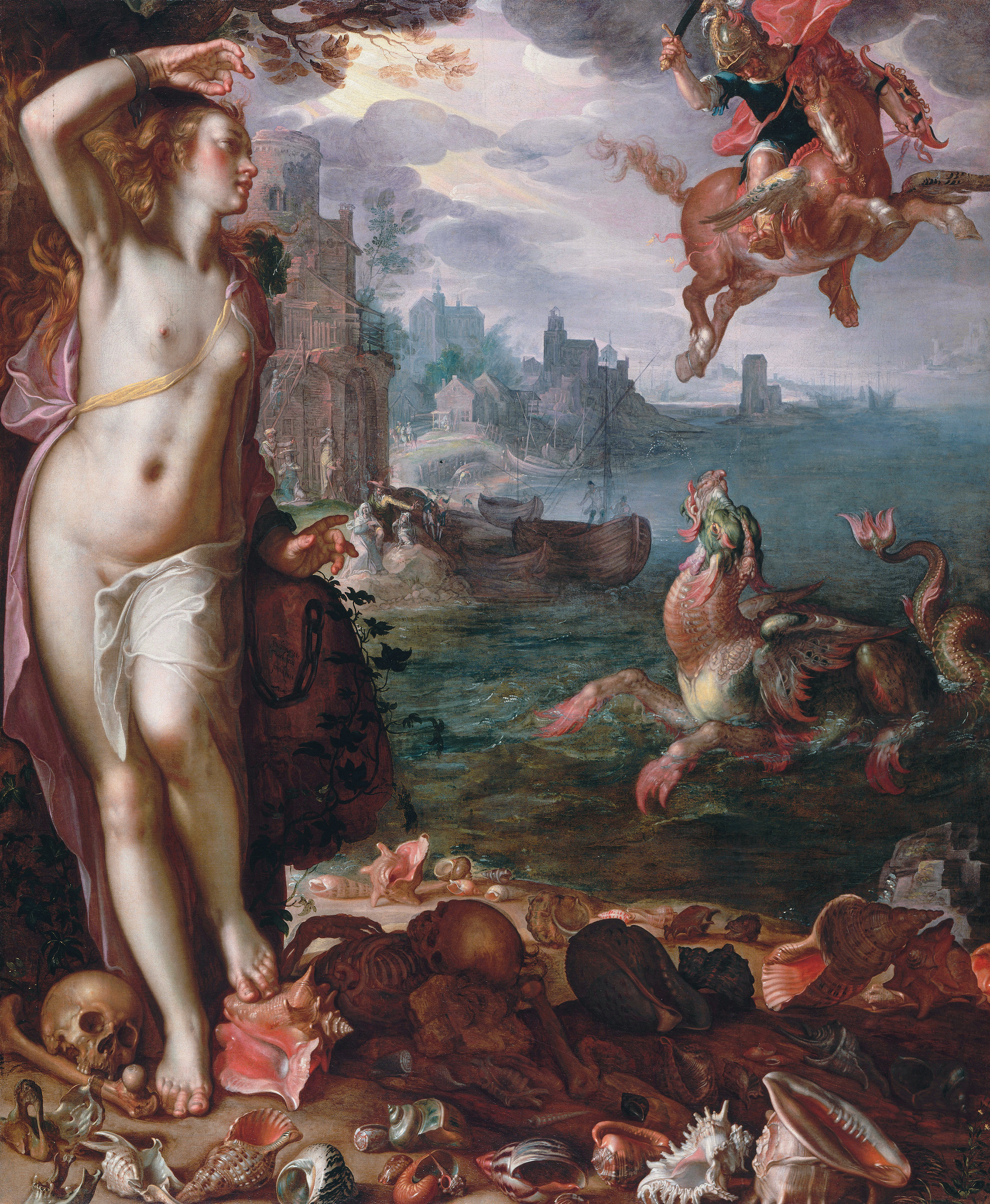
La major part del cinqué llibre de l'obra tracta del mite d'Andròmeda, Perseu, i un monstre marí

Els llibres quart i cinqué tracten en gran manera d'«els efectes d'alguns fenòmens celestes sobre el nadó». El llibre quart abasta molts temes originaris d'Egipte, i això duu Goold a escriure que Manili es degué basar en una font egípcia. Gran part de la primera part d'aquest llibre tracta dels decanats, que permeten a Manili tornar a convertir les taules matemàtiques i astrològiques en versos poètics. A una breu descripció de l'ascens dels diferents graus zodiacals segueix un estudi més complet de la geografia zodiacal: assignació de països, regions o divisions de terres específiques al govern de signes zodiacals concrets. Quasi a la fi del llibre, Manili escriu sobre els signes eclíptics (signes del zodíac en què es troba el sol o la lluna durant un eclipsi). El llibre està esguitat en els versos 4.387-4.407 i 4.866-4.935 per «exhortacions a l'estudiant frustrat», en què les queixes que l'astrologia és difícil i la natura hi està oculta es contraresten amb declaracions que «l'objecte d'estudi és res menys que (la unió amb) déu» i «l'univers (microcosmos) desitja revelar-se a l'ésser humà».
La major part del cinqué (i darrer) llibre és una discussió sobre paranatellonta mitjançant el mite d'Andròmeda i Perseu. Manili recorda com Andròmeda fou elegida per a ser sacrificada a un monstre marí pels seus pares, Cefeu i Cassiopea. Andròmeda fou encadenada a un penya-segat; abans, però, que la criatura pogués devorar-la, hi arribà Perseu —que acabava de véncer a Medusa—. S'enamoraren a colp d'ull; Perseu matà el monstre marí i li salvà la vida a la jove. Segons Green, la digressió, que és amb molt la més llarga del poema, «està molt ben triada, perquè cap altre episodi mitològic implica tantes constel·lacions futures que interactuen alhora: Andròmeda,  Perseu, el Monstre Marí -estrictament, Constel·lació de la Balena-, el cap de Medusa i els pares d'Andròmeda, Cefeu i Cassiopea». Green diu que la història és perfecta per a Manili; pot utilitzar-la per a justificar la proximitat de les constel·lacions entre si i la seua disposició eterna, com havia argumentat prèviament en 1.354-1.360 versos. Per contra, Housman la va comparar desfavorablement amb la versió de la història d'Ovidi i va qualificar el relat de Manili com «un pegat cosit d'una porpra que dista molt de ser la millor» (purpurae senar sani splendidissimae adsutus pannus). Una opinió semblant expressà el classicista de la Universitat de Cambridge, que va escriure que, tot i que l'episodi pretenia ser una «peça d'espectacle», resulta «una pobra barreja de retòrica infantil i d'absolut lloc comú». Entre els versos 5.709-5.710, hi ha una gran llacuna, i això significa que manca una part de l'obra, i després les darreres línies del llibre es refereixen a les estreles i a altres fenòmens estel·lars. El llibre acaba amb un símil sobre la «república de les estreles». Aquesta secció —en què Manili proposa que els astres constitueixen un sistema elaborat i organitzat, definit per una jerarquia que impedeix el «desastre còsmic»- sembla ser una forma que Manili afirme la legitimitat de l'estat romà mitjançant aquesta analogia.

## Visió del món
D'acord amb Volk, «el principi bàsic del que podríem dir la filosofia natural de Manili és la idea que l'univers és diví». Opina que Manili és inconsistent sobre la ubicació d'aquesta divinitat. Per exemple, en el primer llibre, afirma que el moviment perfectament regular del sol, la lluna, els planetes i els estels és una prova que l'univers és producte d'un déu; també sosté que el mateix univers és un déu (mundum ... ipsum esse deum). Més avant, en el mateix llibre, Manili repeteix que l'univers és «obra d'una gran divinitat» (magni ... numinis ordo). Quant a aquesta vacil·lació, Volk assegura: «És clar que hi ha una certa elasticitat en la idea de Manili sobre la divinitat de l'univers ... El món simplement és governat per un diuinum numen (cf. 1.484) o és un deus (cf. 1.485) en si mateix?», Volk hi contesta que en la cosmologia de l'Astronomica, «Déu es pot entendre com l'ànima o l'alé ... present en el món [i] perquè aquesta entitat divina impregna totalment el cosmos, té també molt de sentit dir déu al mateix cosmos». D'acord amb Volk, aquesta interpretació de l'univers, que afirma que té un sentit de l'intel·lecte i que funciona de manera ordenada, permet a Manili afirmar tant que hi ha una cadena ininterrompuda de causes i efectes que afecten tot el cosmos com que el destí ho regeix tot.(12)
Volk remarca que el poema manlleva o al·ludeix a diverses tradicions filosòfiques, com ara l'hermetisme, el platonisme i el pitagorismo; la creença predominant dels comentaristes, però, és que Manili adopta una visió estoica del món en l'Astronomica. Una comparança entre les creences de Manili i les d'altres estoics revela paral·lelismes que, seguint Volk, «són immediatament obvis». Per exemple, els estoics i Manili coincideixen en la divinitat de l'univers, l'argument del disseny, la idea que el déu suprem és tant el creador de l'univers com la seua força activa, la interconnexió de tot, la comprensió que els humans estan íntimament connectats amb el cosmos, la importància de considerar el cel i la creença en un destí ineludible que regeix sobre totes les coses. L'acord sobre aquest darrer punt és d'especial importància perquè, segons Volk, la creença en el destí és «un dels aspectes més notables del pensament estoic».(12)
Ara bé, la identificació del poema com a estoic no és pas unànime. El 1887, en contra de l'opinió comuna dels estudiosos contemporanis, Gustave Lanson impugnà la idea que el poema fos estoic. El 2005, Alexander MacGregor argumentava que, tot i que alguns estudiosos contemporanis com ara Goold i Volk llegeixen a Manili com a estoic, l'Astronomica en realitat trenca amb la tradició estoica o la contradiu en alguns passatges. Manili exalta Plató, Sòcrates i Pitàgores; proposa una prova platònica de l'existència de Déu, nega la ekpyrosis —una creença estoica clau en la destrucció periòdica del cosmos per una immensa conflagració cada any platònic seguida d'una recreació còsmica—, mai no discuteix les sis paradoxes estoiques com ho fa Ciceró, i ignora la importància de controlar l'ànima. Manili també se centra en una sèrie de principis pitagòrics: l'ordre pitagòric dels planetes, la importància de la geometria i els nombres, i el significat de la tetraktys —figures triangulars formades per deu punts disposats en quatre fileres. En llocs clau, Manili també recorre als no estoics, com ara Eudox de Cnidos i Ciceró. Tot tenint en compte aquests factors, MacGregor conclou que Manili hauria de ser classificat com un pitagòric idealista o un platonista més que no pas com un estoic.(12)

### Estil
Molts consideren l'Astronomica una obra d'erudició, d'elegància i passió. Scaliger i Bentley elogiaren el maneig dels nombres en vers per part de Manili, i la Harvard University Press es va fer més tard eco d'aquest elogi, escrivint que Manili «exhibeix un gran virtuosisme en la representació de taules i diagrames matemàtics en forma de vers», i que el poeta «escriu amb certa passió sobre les seues creences estoiques i mostra molt d'enginy i humor en els esbossos de personatges nascuts sota determinades estreles». Housman, però, qualifica Manili de «fàcil i frívol»; també el descriu com «l'únic poeta llatí que superà fins i tot Ovidi en l'ús verbal i en elegància». El poema, tot i que correcte des del punt de vista mètric, s'ha destacat pel seu llenguatge tècnic i per l'elecció de mots inusuals. El classicista Arthur Woollgar Verrall opina que, tot i que «en els seus millors moments, Manili pot recordar-nos Lucreci», la «mètrica [que usa] té el flux regular i monòton de l'època». Jacobs, Monceaux i altres han atribuït la idiosincràsia de l'Astronomica al suposat origen africà de Manili; pensen que va escriure i parlar una forma d'«africitas» —una suposada variant africana del llatí— «amb peculiaritats molt marcades de vocabulari, sintaxi, estructura de l'oració i estil», i això explicaria les peculiaritats del poema. A part de la dubtosa presència hipotètica de l'«africitas», però, en el poema, M. Dorothy Brock sosté que hi ha molt poques proves que Manili fos d'Àfrica.
A més a més de les seues rareses estilístiques, l'Astronomica conté incoherències internes. Segons Green, el poema està «ple de confusió i contradicció»; cita la seua «presentació de sistemes incompatibles de càlcul astrològic, la sobrecàrrega d'informació, l'ajornament del significat i la instrucció contradictòria». Alhora, Green assenyala que hi ha problemes semblants en altres obres astrològiques dels segles I al III. Segons Caroline Stark, Manili afirma paradoxalment que el coneixement astrològic pot ser adquirit pels individus i que sols és concedit pel favor diví. T. Barton diu que Manili pot haver inclòs aquestes contradiccions i complexitats per a ser considerat «una figura de coneixement inassolible per a l'estudiant lector novençà». Green, tot i que no descarta pas aquesta hipòtesi, diu que Manili no devia estar motivat per un «desig de forjar-se una posició de poder en el nou món imperial dels experts», com diu Barton, «orgull per la innovació poètica» i la seua «deferència ... davant l'emperador», volia presentar-se «com un agent imperial obedient, amb la intenció de produir una obra poètica creativa que traçàs el seu camí pels nivells del discurs estel·lar acceptable en el Primer imperi». David Pingree conclou que el «propòsit principal del poema sembla haver estat delectar la seua audiència amb la poesia i despertar l'admiració pel poeta pel seu enginy».

### Exhaustivitat
No se sap si l'Astronomica és una obra acabada; una gran llacuna —és a dir, un buit entre les línies 5.709 i 5.710- presenta un problema en aquesta discussió. Segons Housman, basant-se estrictament en el contingut de l'obra, no es pot fer pas un horòscop complet perquè en manca la informació necessària, com un estudi a fons dels planetes i els efectes que les constel·lacions, tant dins com fora del zodíac, produeixen en la seua configuració. Segons Volk, la manca d'una consideració extensa dels planetes és prou desconcertant, ja que Manili afirma que examinarà la seua naturalesa zodiacal. Goold opina que «un poema didàctic rares vegades és un tractat exhaustiu» i argumenta que Manili degué fer una «exposició superficial de la naturalesa dels planetes en la gran llacuna [i després] considerà les seues obligacions degudament complertes».
Altres opinen que l'obra era originàriament més extensa i alguns afirmen que constava de vuit llibres. Aquests es basen en una carta enviada l'any 983 per Silvestre II a l'arquebisbe de Reims, en què el primer informa que havia trobat «vuit volums sobre astrologia de Boeci» (viii volumina Boetii de astrologia) en l'Abadia de Bobbio. Els partidaris de la idea que el poema era més llarg argumenten que el manuscrit de Bobbio era una versió de vuit llibres de l'Astronomica mal atribuïda. Goold rebutja aquesta hipòtesi, i assenyala que el catàleg de Bobbio enumera l'obra a la qual el papa probablement es referia com a composta per «tres llibres de Boeci sobre aritmètica, i la resta [és a dir, cinc] sobre astronomia» (llibres Boetii iii de aritmetica [sic] et alterum de astronomia). Això, segons Goold, és una prova que el papa havia trobat un manuscrit que contenia tant el De arithmetica de Boeci com l'Astronomica de Manili en lloc d'una versió de vuit llibres d'aquest darrer.
Volk, en considerar el problema de l'exhaustivitat, proposa algunes hipòtesis: l'obra està completa en la seua major part, però és internament incoherent quant als temes que considera i els que no; la llacuna del llibre cinqué pot haver contingut la informació que hi manca; la llacuna pot ser relativament petita i l'obra està inacabada; o poden haver existit al principi llibres sencers, però es van perdre pel «perillós procés de transmissió textual».

## Influències

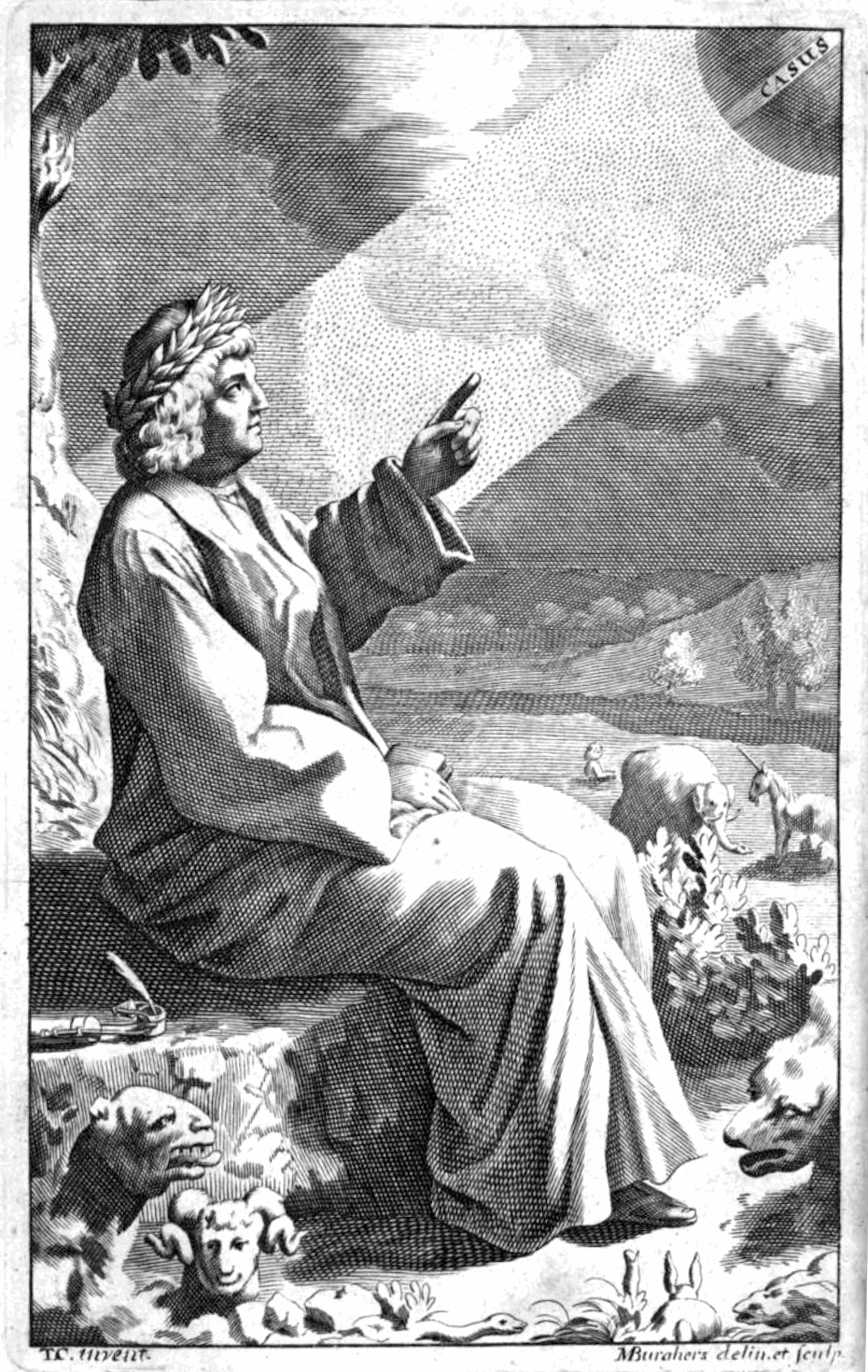
Gravat del poeta i filòsof romà Lucreci. Tot i que s'inspira en el poema epicuri De rerum natura de Lucreci (en la imatge), lAstronomica abraça l'estoïcisme

Manili imita sovint Lucreci, que escrigué el poema didàctic De rerum natura. Alguns classicistes han apuntat que Manili podria imitar Lucreci escrivint sis llibres, però les proves d'aquesta hipòtesi són escasses. Mentre que l'obra de Lucreci propugna l'epicureisme —que posa l'accent en el materialisme i l'escepticisme religiós de la superstició i la intervenció divina—, l'obra de Manili és en gran manera estoica, i promou una visió grecoromana del creacionisme, així com del determinisme fatalista. Tant Volk com l'erudit lucrecià David Butterfield argumenten que Manili és, en molts sentits, un «anti-Lucreci», i explica el primer que "la seua presentació en l'Astronomica d'un cosmos ordenat i regit pel destí és un atac directe a l'univers aleatori descrit pel seu predecessor». Manili transmet a voltes la seua postura filosòfica amb la veu gramatical: a diferència de Lucreci, que sol usar una construcció passiva per a transmetre la seua comprensió de la natura, Manili empra construccions gramaticals actives per a transmetre la intencionalitat que veu en la creació —per exemple, «Déu i la raó, que regeixen totes les coses, guien els animals terrestres per signes celestes", deus et ràtio quae cuncta gubernat ducit ab aeternis terrestre animalia signis—. A més a més, mentre que Lucreci emprà el De rerum natura per a presentar un relat no teista de la creació, Manili «era creacionista més que evolucionista materialista», i és per això que es refereix a «un esperit» (unus spiritus, 2.64), a un «poder diví» (divina potentia, 3.90), a un «creador» (auctor, 3.681) i a un «déu» (deus, 2.475) al llarg del seu poema.(12)
L'Astronomica està influenciada per Les metamorfosis d'Ovidi, l'Eneida de Virgili, els Annals d'Enni i el poeta didàctic grec Arat. La influència d'Arat és notable, i sembla probable que Manili basàs gran part del seu primer llibre en parts dels Phaenomena d'Arat. Malgrat el seu deute amb Arat, Manili divergeix de la seua comprensió del cosmos; Arat se centra en la mitologia i la «descripció gràfica», mentre que Manili emfasitza els aspectes científics de la seua obra. No se sap amb certesa si Manili tenia coneixement directe del poema d'Arat o si en va fer servir una traducció de Ciceró, Ovidi o Germànic Cèsar. Aquesta darrera postura és la que defensen alguns estudiosos del segle XXI, com ara Dora Liuzzi i Emma Gee. Quant a la relació del poeta amb Germànic Cèsar, Wolfgang Hübner escriu: «Els pocs ressons de la traducció de Germànic Cèsar d'Arat són insuficients perquè puguem establir quin dels dos se'n basà en l'altre, o si els dos van ser composts independentment l'un de l'altre».(12)
L'Astronomica fa referència directa a Homer —com el «major poeta», maximus vates—, així com a Hesíode —anomenant-lo «el més proper a [Homer]», proximus illi—, i al·ludeix a molts altres escriptors grecs, com ara Apol·loni de Rodes, Queril de Iasos, Queril de Samos i Èsquil. El poema també té una al·lusió directa als Annales de Ennius, que, segons Goold, és l'«únic avís de literatura llatina» de l'Astronomica.(12)

## Història textual

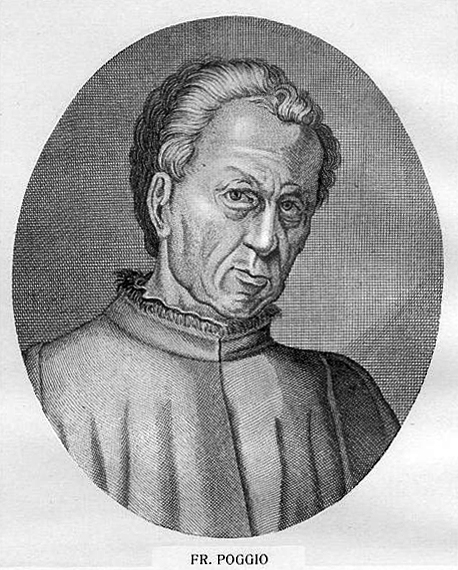
LAstronomica fou redescoberta per Poggio Bracciolini, c. 1416-1417

Tot i que hi ha més de trenta còpies manuscrites de l'Astronomica, el text tal com es coneix hui procedeix de tres manuscrits clau: El Codex Gemblacensis (G), el Codex Lipsiensis (L) i el Codex Matritensis (M). El 1903, Housman en digué que la versió moderna de l'Astronomica depenia de quatre manuscrits: G, L, M i V.  Originàriament va proposar que V, —igual que M—, era descendent del manuscrit β, —el manuscrit descobert per primera vegada per l'humanista i erudit italià Poggio Bracciolini a principis del XV—, però al 1930 refeu aquesta hipòtesi i anomenà V en el seu lloc un dels molts «descendents de M». Tots tres pertanyen a dues famílies de manuscrits diferents: "α" (que inclou G i L), i "β" (que inclou M). De les dues famílies, Robinson Ellis digué: «[α] representa un text més correcte, però pitjor interpolat; [β], un text amb més errors dels copistes, però menys interpolat».
La primera família, "α", pren el nom d'una font ara perduda i inclou els manuscrits G i L. G, que data de la fi del segle X a l'XI, va ser trobat al Monestir de Gembloux de Brabant, a l'actual Bèlgica; L, de la biblioteca de Leipzig, fou escrit segurament cap a mitjan s. XI i té moltes correccions fetes per un escriba. Housman pensa que L és la superior de les dues, perquè degué ser copiada directament de α, mentre que G derivaria d'una còpia d'una còpia.
La segona família, "β", pren el nom de l'arquetip ja perdut, i inclou el manuscrit M, que és descendent directe del manuscrit que Poggio Bracciolini va redescobrir (l'esmentat manuscrit β) prop de Constança durant una pausa en el Concili de Constança cap al 1416-1417 M havia estat transcrit per un escriba alemany a petició de Bracciolini, però a causa de la seua incompetència, el manuscrit resultant estava ple d'errors, i això feu que Bracciolini comentàs sarcàsticament que la nova còpia havia de ser «endevinada més que llegida» (divinare oportet senar legere). Tot i mal escrit, M es considera com potser el manuscrit més important que es conserva, perquè era una còpia directa de l'arquetip (β), mentre que G i L deriven d'una còpia menys "fidel" (és a dir, α) de l'arquetip.
Després de la invenció de la impremta, l'astrònom Johann Müller Regiomontanus publicà l'editio princeps de l'Astronomica a Nuremberg cap al 1473 partint d'una còpia italiana plena d'errades. El text fou editat críticament per Joseph Juste Scaliger, la primera edició del qual es publicà a París el 1579; una segona edició millorada, acarada, si més no en part, amb el Codex Gemblacensis, aparegué a Leiden el 1599-1600, i una tercera edició s'edità el 1655 després de mort Scaliger, per Johann Heinrich Boeckler. Una edició actualitzada, la publicà Richard Bentley el 1739. Després, en cinc volums, entre el 1903 i el 1930, Housman edità el que és considerat l'edició autoritzada del poema (amb una editio minor afegida el 1932). D'acord amb Volk, «[l'obra de Housman] és cèlebre -alguns dirien que notòria- pel seu audaç maneig del text, el seu incisiu comentari i la seua despietada... invectiva contra altres erudits». El 1977, G. P. Goold feu pública una traducció anglesa de Loeb, acarada tant a partir del manuscrit M com a partir de fotografies de manuscrits que havien pertanyut a Housman, i amb importants notes introductòries i diagrames. Aquesta fou la primera traducció del poema a prosa anglesa —el Llibre I l'havia traduït a l'anglés en vers Edward Sherburne el 1674, i el poema complet Thomas Creech el 1697. La traducció de Goold fou qualificada de «magistral» per Volk i Steven Green, que n'opinaren que «suposà un avanç significatiu en l'accessibilitat de Manili a un públic més ampli». Es reimprimí el 1992, i Goold en publicà una edició esmenada el 1997 que tenia en compte, entre altres coses, l'article de W. S. Watt Maniliana.

## Impacte i investigadors
Encara que Manili no és citat pas per cap autor romà existent, molts estudiosos pensen que és al·ludit per alguns autors, com ara: Dècim Magne Ausoni, Claudi, Commodià, Draconti, Juvenal, Marc Anneu Lucà, Manetó, Marcià Mineu Fèlix Capel·la, Marc Aureli Olimpi Nemesià, Orenci d'Aush, Pseudo-Empèdocles, Sèneca, Sidoni Apol·linar, Tertul·lià, Calpurni Sícul i Venanci Fortunat. Hübner adverteix, però,  que tals suposicions s'han de considerar acuradament —o directament rebutjades, en els casos de Manetó i Pseudo-Empèdocles—, ja que les semblances poden deure's a un antic precursor èpic perdut al qual Manili i altres al·ludien o del qual manllevaven alguna cosa. L'obra de Juli Fírmic Matern —que va escriure en temps de Constantí I el Gran sobre astrologia i altres temes— s'assembla a la de Manili en molts aspectes; per exemple, en el seu Matheseos libri octo (compost cap al 334-337), Fírmic segueix de prop el mètode d'instrucció de Manili i analitza els fonaments astrològics del poeta. Això suggereix que Fírmic segurament va utilitzar Manili (o a algú inspirat per ell) com a guia; malgrat, però, la semblança entre l'obra de Fírmic i la de Manili, Fírmic no esmenta pas Manili pel seu nom ni l'inclou entre els pocs romans —a saber, Germànic, Ciceró i Frontó— que van escriure sobre astrologia.(15) 
Volk remarca que les primeres referències a l'Astronomica —a banda de les al·lusions literàries— són en dues inscripcions funeràries romanes, totes dues amb el vers 'Naixem per a morir, i la nostra fi penja del principi' («nascentes morimur finisque ab origine pendet») del llibre quart de la seua obra. Aquesta teoria no està pas exempta de detractors, i alguns acadèmics com ara A. Maranini i Gómez Pallarès han indicat que totes dues inscripcions són falsificacions del Renaixement.
Poques còpies de l'Astronomica van sobreviure en època medieval i, per això, Manili sembla haver estat poc llegit durant aqueix període. Hi ha, però, algunes excepcions a aquesta falta d'atenció. Hübner, per exemple, escriu que Manili podria haver inspirat alguns escrits de Columbà. A més a més, una carta de Gerbertus Aureliacensis a l'Abadia de Bobbio de l'any 988, en què se sol·licita una obra «de M. Manilius (o possiblement Manlius) sobre astrologia» (M. Manilius (v.l. Manlius) d'Astrologica), és una prova que una còpia de l'Astronòmica es devia conservar a la biblioteca de Bobbio.

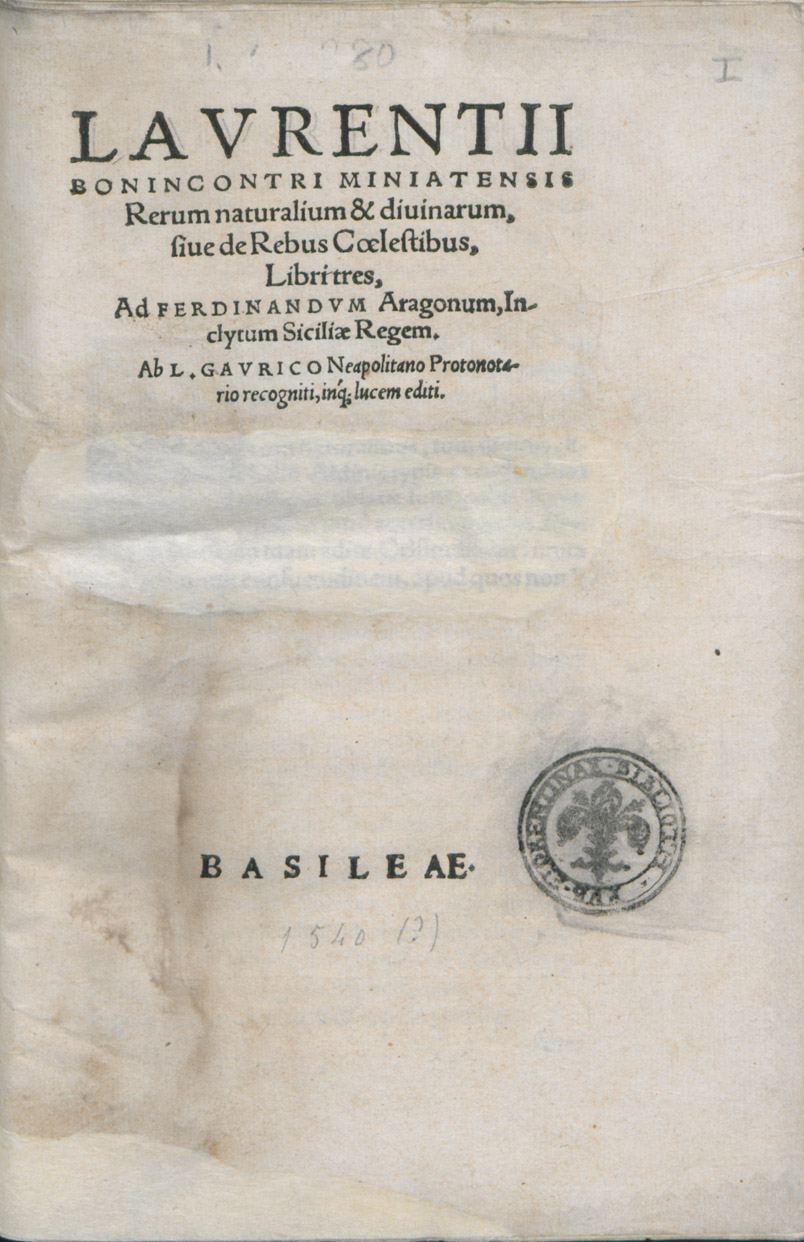
De rebus naturalibus et divinis (1540), de Bonincontri (sembla que basada en l'obra de Manili)

Tot i que va ser ignorat en gran manera durant l'Antiguitat i l'edat mitjana, el poema va suscitar l'interés d'estudiosos quan es va redescobrir en el segle xv. L'humanista italià Lorenzo Bonincontri feu conferències sobre l'Astronomica davant grans audiències i va recollir les seues anotacions en el primer comentari de l'obra. Bonincontri s'interessà, pel que sembla, pel tractament que Manili fa de la naturalesa dels cometes en el primer llibre de l'Astronomica i, segons Stephan Heilen, parts del De rebus naturalibus et divinis de Bonincontri es basen en l'obra de Manili.
Malgrat l'atenció que va rebre després del seu redescobriment, l'Astronomica mai no ha estat tan estudiada com altres poemes llatins clàssics. L'interés pel poema, però, renasqué en la segona meitat del segle xx, quan els erudits van començar a estudiar les idees filosòfiques i científiques de Manili. La primera monografia completa en anglés sobre Manili i l'Astronomica fou de Volk: Manilius and His Intellectual Background, publicat el 2009. Dos anys més tard, Volk i Green editaren Forgotten Stars: Redescobrint l'Astronòmica de Manili, amb assaigs d'acadèmics de tot el món. L'objectiu n'era «animar els lectors a descobrir Manili» i ampliar l'interés dels estudiosos per l'Astronomica, ja que la recerca prèvia dels temes poètics, científics i filosòfics de l'obra s'havia limitat sobretot a Alemanya, França i Itàlia. I tot i que Manili i el seu poema han estat analitzats, molts lectors profans troben l'Astronomica confusa i massa tècnica. Segons Kristine Louise Haugen, «les frases ambigües i els extravagants circumloquis que requereix el vers hexamètric de Manili han d'haver fet que l'Astronòmica semble, com ho és hui, més aviat un llibre de text de trigonometria traduït en uns mots encreuats dels dissabtes del The New York Times».
Els investigadors han assenyalat la ironia de la relativa foscor de Manili, ja que va escriure l'Astronomica amb l'esperança d'aconseguir la immortalitat literària. Housman expressà aquest sentiment en un poema en llatí escrit per al primer volum de la seua edició que contrastava el moviment dels objectes celestes amb la mortalitat i la destinació de l'obra de Manili. Comparà l'Astronomica amb un naufragi (carmina ... naufraga), tot argumentant que era incompleta i imperfecta, i que a penes havia sobreviscut a la transmissió textual; Housman reflexionà que, com que les ambicions de fama literària i immortalitat de Manili s'havien frustrat quasi per complet, la seua obra hauria de servir com a exemple de per què «cap persona no hauria de confiar en els déus» (ne quis forte deis fidere vellet homo).(17)